# Wiesław Michnowicz
Wiesław Michnowicz (ur. 11 sierpnia 1956 w Olszynie) – generał dywizji Wojska Polskiego.

## Życiorys
Wiesław Michnowicz w 1979 był absolwentem Wyższej Szkoły Oficerskiej Wojsk Pancernych w Poznaniu i rozpoczął zawodową służbę wojskową w 27 pułku czołgów na stanowisku dowódcy plutonu czołgów średnich. W 1983 ukończył Wyższy Kurs Doskonalenia Oficerów dla dowódców batalionów czołgów. W 1987 ukończył Akademię Sztabu Generalnego i zajmował stanowiska służbowe w dowództwie 5 Dywizji Pancernej, 27 i 73 pułku czołgów, 73 pułku zmechanizowanym oraz w dowództwach 4 Dywizji Zmechanizowanej i 11 Dywizji Kawalerii Pancernej. Uczestniczył w 1991 w kursie dla kandydatów na dowódców pułków, a w 1995 w kursie przeszkolenia operacyjnego oficerów Wojsk Lądowych w Akademii Obrony Narodowej. W 2000 ukończył w Akademii Obrony Narodowej Podyplomowe Studia Operacyjno-Strategiczne. Dowodził w latach 2002–2005 15 Brygadą Kawalerii Pancernej. W sierpniu 2005 roku mianowany na stopień generała brygady. Do września 2007 pełnił służbę w Dowództwie Wojsk Lądowych, a 17 września tego roku przejął dowodzenie 16 Pomorską Dywizją Zmechanizowaną w Elblągu. 11 listopada 2007 został awansowany przez Prezydenta RP Lecha Kaczyńskiego na stopień generała dywizji. Od 1 lipca 2009 objął obowiązki szefa Zarządu Szkolenia (P–7) w Sztabie Generalnym Wojska Polskiego. W 2010 zakończył zawodową służbę wojskową.